# David Rapoport
David Rapoport, né le 1er octobre 1883 à Proskourov en Ukraine et mort à Auschwitz probablement le 2 juillet 1944, est un résistant français juif d'origine russe.

## Biographie
David Rapoport, naît le 1er octobre 1883 à Proskourov en Ukraine. Issu d'une famille pieuse, il est le fils de Meir et Hendel Rapoport, il entreprend des études rabbiniques tout en s'intéressant également à la littérature, aux arts plastiques, aux sciences sociales. Très jeune, son esprit critique le pousse à avoir des activités militantes et politiques. Son adhésion au Poale Zion de gauche lui donne l'occasion de faire l'apprentissage du travail clandestin. Il voyage à travers l'Europe, puis s'installe à Paris en 1906. Il voyage en 1910 avec sa femme Rebecca en Angleterre, où naîtra leur fils Daniel. Ils reviennent en France en 1912. Il crée, après la guerre, avec son épouse, une petite agence de photos. Il devient le correspondant local du Jewish Herald new-yorkais.
À l'accession d'Adolf Hitler au pouvoir, il se consacre à l'accueil des réfugiés fuyant le nazisme. Il dirige le Comité de la rue Amelot avant d'être arrêté par la Gestapo en juin 1943. Déporté à Auschwitz par le convoi no 60 du 7 octobre 1943, il y meurt en 1944, probablement le 2 juillet 1944 dans le sous-camp de Monowitz-Buna.